# Iešjávri
Iešjávri je jezero v severním Norsku, 45 km jihovýchodně od Alty. Nachází se na náhorní plošině Finnmarksvidda v nadmořské výšce 390 metrů a s rozlohou 68 km² je největším jezerem kraje Finnmark. Má průměrnou hloubku 4 metry a maximální hloubku 41 metrů. Z jezera vytéká řeka Iešjohka, přítok Karasjohky, která se vlévá do Tany. Břehy pokrývá tundra, využívaná k pastvě sobů.